# Кощинський сільський округ
Кощи́нський сільський округ (каз. Көшін ауылдық округі, рос. Кощинский сельский округ) — адміністративна одиниця у складі Таскалинського району Західноказахстанської області Казахстану. Адміністративний центр — село Оян.
Населення — 618 осіб (2021; 739 у 2009, 1269 у 1999, 1683 у 1989).
Станом на 1989 рік існувала Кощинська сільська рада (села Джемчин, Комсомольське, Мартиново, Чебаково). Після 1999 року село Джемчин було передано до складу Мерейського сільського округу. 2011 року було ліквідовано село Комсомольське.

## Склад
До складу округу входять такі населені пункти:
| Населений пункт     | Старі назви | Населення, осіб (1989) | Населення, осіб (1999) | Населення, осіб (2009) | Населення, осіб (2021) |
| ------------------- | ----------- | ---------------------- | ---------------------- | ---------------------- | ---------------------- |
| Кенжайлау, село     | Чебаково    | 286                    | 206                    | 104                    | 80                     |
| Оян, село           | Мартиново   | 1167                   | 975                    | 610                    | 538                    |
| Комсомольське, село | -           | 230                    | 88                     | 25                     | -                      |